# Toshiki Mori
Toshiki Mori (森 俊貴 Mori Toshiki?), född 29 augusti 1997 i Tochigi prefektur, är en japansk fotbollsspelare.
Mori började sin karriär 2020 i Tochigi SC.